# Mario Tennis (Nintendo 64)
Mario Tennis (マリオテニス64, Mario Tenisu 64, Mario Tennis 64) és un videojoc que va ser desenvolupat per Camelot Software Planning i publicat per Nintendo per la Nintendo 64 i Game Boy Color el 2000.
És un videojoc d'esports en la línia del Mario Golf, en el Mario Tennis fan que en Mario i els seus amics juguin junts al tennis.
A través del Transfer Pak de N64, un jugador pot importar els seus personatges des de la versió de Game Boy Color de Mario Tennis al videojoc de n64. Però també es poden importar les estadístiques del personatge.
Aquest videojoc és important per la introducció del personatge Waluigi, un antagonista d'en Luigi i el germà Wario, la reintroducció de la Princesa Daisy, i per primera vegada l'aparició d'en Birdo com a personatge jugable.

## Personatges
Al Mario Tennis per la Nintendo 64 s'inclouen els següents personatges:
- Mario – En tot
- Luigi – En tot
- Princesa Peach – Tècnica
- Princesa Daisy – Tècnica*
- Toad – Velocitat
- Yoshi – Velocitat
- Bowser – Energia*
- Baby Mario – Velocitat*
- Wario – Energia*
- Waluigi – Tècnica*
- Donkey Kong – Energia*
- Donkey Kong Junior — secret character – Energia
- Boo – Delicat*
- Birdo – Velocitat*
- Koopa Paratroopa – Delicat*
- Shy Guy — personatge secret – Tècnica*

Nota: * = Nou a la sèrie.
En aquest videojoc en Mario és sempre l'arbitre. L'única vegada quan en Mario no és àrbitre és quan està jugant al Tennis. En aquest cas, una versió blava d'en Mario o en Toad n'és l'àrbitre.

## Altres informacions
Aquest videojoc va permetre entrar nous elements a la saga d'en Mario, amb la introducció d'en Waluigi i la Princesa Daisy.
Mario Tennis també va guanyar el premi de Console Family Award el 2001 del Interactive Achievement Awards